# Plavání na mistrovství Evropy v plaveckých sportech 2016
Závody v plavání na mistrovství Evropy v plaveckých sportech za rok 2016 proběhly v Londýně, Spojené království ve dnech 9. až 22. května 2016.

## Výsledky

### Individuální disciplíny
| Muži                 | Zlato                          | Zlato    | Stříbro                            | Stříbro  | Bronz                                         | Bronz    |
| -------------------- | ------------------------------ | -------- | ---------------------------------- | -------- | --------------------------------------------- | -------- |
| 50 m volný způsob    | Florent Manaudou (FRA)         | 21,73    | Andrij Hovorov (UKR)               | 21,79    | Benjamin Proud (GBR)                          | 21,85    |
| 100 m volný způsob   | Luca Dotto (ITA)               | 48,25    | Sebastiaan Verschuren (NED)        | 48,32    | Clément Mignon (FRA)                          | 48,36    |
| 200 m volný způsob   | Sebastiaan Verschuren (NED)    | 1:46,02  | Velimir Stjepanović (SRB)          | 1:46,26  | James Guy (GBR)                               | 1:46,42  |
| 400 m volný způsob   | Gabriele Detti (ITA)           | 3:44,01  | Henrik Christiansen (NOR)          | 3:46,49  | Péter Bernek (HUN)                            | 3:46,81  |
| 800 m volný způsob   | Gregorio Paltrinieri (ITA)     | 7:42,33  | Gabriele Detti (ITA)               | 7:43,52  | Mychajlo Romančuk (UKR)                       | 7:47,99  |
| 1500 m volný způsob  | Gregorio Paltrinieri (ITA)     | 14:34,04 | Gabriele Detti (ITA)               | 14:48,75 | Mychajlo Romančuk (UKR)                       | 14:50,33 |
| 50 m znak            | Camille Lacourt (FRA)          | 24,77    | Richárd Bohus (HUN)                | 24,82    | Grigorij Tarasevič (RUS)                      | 24,86    |
| 100 m znak           | Camille Lacourt (FRA)          | 53,79    | Grigorij Tarasevič (RUS)           | 53,89    | Simone Sabbioni (ITA) Apostolos Christu (GRE) | 54,19    |
| 200 m znak           | Radosław Kawęcki (POL)         | 1:55,98  | Jakov Tumarkin (ISR)               | 1:56,97  | Danas Rapšys (LTU)                            | 1:57,22  |
| 50 m motýlek         | Andrij Hovorov (UKR)           | 22,92    | László Cseh (HUN)                  | 23,31    | Benjamin Proud (GBR)                          | 23,34    |
| 100 m motýlek        | László Cseh (HUN)              | 50,86    | Konrad Czerniak (POL)              | 51,22    | Mehdy Metella (FRA)                           | 51,70    |
| 200 m motýlek        | László Cseh (HUN)              | 1:52,91  | Viktor Bromer (DEN)                | 1:55,35  | Tamás Kenderesi (HUN)                         | 1:55,39  |
| 50 m prsa            | Adam Peaty (GBR)               | 26,66    | Peter-John Stevens (SLO)           | 27,09    | Ross Murdoch (GBR)                            | 27,31    |
| 100 m prsa           | Adam Peaty (GBR)               | 58,36    | Ross Murdoch (GBR)                 | 59,73    | Giedrius Titenis (LTU)                        | 1:00,10  |
| 200 m prsa           | Ross Murdoch (GBR)             | 2:08,33  | Marco Koch (GER)                   | 2:08,40  | Luca Pizzini (ITA)                            | 2:10,39  |
| 200 m polohový závod | Andreas Vazajos (GRE)          | 1:58,18  | Gál Nevó (ISR)                     | 1:59,69  | Alexis Santos (POR)                           | 1:59,76  |
| 400 m polohový závod | Dávid Verrasztó (HUN)          | 4:13,15  | Richard Nagy (SVK)                 | 4:14,16  | Federico Turrini (ITA)                        | 4:14,74  |
| Ženy                 | Zlato                          | Zlato    | Stříbro                            | Stříbro  | Bronz                                         | Bronz    |
| 50 m volný způsob    | Ranomi Kromowidjojová (NED)    | 24,07    | Francesca Halsallová (GBR)         | 24,44    | Jeanette Ottesenová (DEN)                     | 24,61    |
| 100 m volný způsob   | Sarah Sjöströmová (SWE)        | 52,82    | Ranomi Kromowidjojová (NED)        | 53,24    | Femke Heemskerková (NED)                      | 53,72    |
| 200 m volný způsob   | Federica Pellegriniová (ITA)   | 1:55,93  | Femke Heemskerková (NED)           | 1:55,97  | Charlotte Bonnetová (FRA)                     | 1:56,51  |
| 400 m volný způsob   | Boglárka Kapásová (HUN)        | 4:03,47  | Jazmin Carlinová (GBR)             | 4:04,85  | Mireia Belmonteová (ESP)                      | 4:06,89  |
| 800 m volný způsob   | Boglárka Kapásová (HUN)        | 8:21,40  | Jazmin Carlinová (GBR)             | 8:23,52  | Tjaša Oderová (SLO)                           | 8:25,68  |
| 1500 m volný způsob  | Boglárka Kapásová (HUN)        | 15:50,22 | Mireia Belmonteová (ESP)           | 16:00,20 | María Vilasová (ESP)                          | 16:01,25 |
| 50 m znak            | Francesca Halsallová (GBR)     | 27,57    | Mie Nielsenová (DEN)               | 27,77    | Georgia Daviesová (GBR)                       | 27,87    |
| 100 m znak           | Mie Nielsenová (DEN)           | 58,73    | Katinka Hosszúová (HUN)            | 58,94    | Kathleen Dawsonová (GBR)                      | 59,68    |
| 200 m znak           | Katinka Hosszúová (HUN)        | 2:07,01  | Daryna Zevinová (UKR)              | 2:07,48  | Matea Samardžićová (CRO)                      | 2:09,24  |
| 50 m motýlek         | Sarah Sjöströmová (SWE)        | 24,99    | Jeanette Ottesenová (DEN)          | 25,44    | Francesca Halsallová (GBR)                    | 25,48    |
| 100 m motýlek        | Sarah Sjöströmová (SWE)        | 55,89    | Jeanette Ottesenová (DEN)          | 56,83    | Ilaria Bianchiová (ITA)                       | 57,52    |
| 200 m motýlek        | Franziska Hentkeová (GER)      | 2:07,23  | Liliána Szilágyiová (HUN)          | 2:07,24  | Judit Ignaciová (ESP)                         | 2:07,52  |
| 50 m prsa            | Jennie Johanssonová (SWE)      | 30,81    | Hrafnhildur Lúthersdóttirová (ISL) | 30,91    | Jenna Laukkanenová (FIN)                      | 30,95    |
| 100 m prsa           | Rūta Meilutisová (LTU)         | 1:06,17  | Hrafnhildur Lúthersdóttirová (ISL) | 1:06,45  | Chloé Tuttonová (GBR)                         | 1:07,50  |
| 200 m prsa           | Rikke Møller Pedersenová (DEN) | 2:21,69  | Jessica Vallová (ESP)              | 2:22,56  | Hrafnhildur Lúthersdóttirová (ISL)            | 2:22,96  |
| 200 m polohový závod | Katinka Hosszúová (HUN)        | 2:07,30  | Siobhan-Marie O'Connorová (GBR)    | 2:09,03  | Hannah Mileyová (GBR)                         | 2:11,84  |
| 400 m polohový závod | Katinka Hosszúová (HUN)        | 4:30,90  | Hannah Mileyová (GBR)              | 4:35,27  | Zsuzsanna Jakabosová (HUN)                    | 4:38,39  |

### Štafety
| Muži                   | Zlato | Zlato   | Stříbro | Stříbro | Bronz | Bronz   |
| ---------------------- | --- | ------- | --- | ------- | --- | ------- |
| 4×100 m volný způsob   | Francie (FRA) (William Meynard, Florent Manaudou, Fabien Gilot, Clément Mignon, (r)Lorys Bourelly) | 3:13,48 | Itálie (ITA) (Luca Dotto, Luca Leonardi, Jonathan Boffa, Filippo Magnini, (r)Giuseppe Guttuso)                                                            | 3:14,29 | Belgie (BEL) (Glenn Surgeloose, Jasper Aerents, Dieter Dekoninck, Pieter Timmers, (r)Louis Croenen)                                                                             | 3:14,30 |
| 4×200 m volný způsob   | Nizozemsko (NED) (Dion Dreesens, Maarten Brzoskowski, Kyle Stolk, Sebastiaan Verschuren, (r)Ben Schwietert, (r)Joost Reijns)                                                                           | 7:07,82 | Belgie (BEL) (Louis Croenen, Glenn Surgeloose, Dieter Dekoninck, Pieter Timmers, (r)Lorenz Weiremans)                                                     | 7:08,28 | Itálie (ITA) (Andrea D'Arrigo, Filippo Magnini, Luca Dotto, Gabriele Detti, (r)Filippo Megli, (r)Jonathan Boffa)                                                                | 7:08,30 |
| 4×100 m polohový závod | Spojené království (GBR) (Chris Walker-Hebborn, Adam Peaty, James Guy, Duncan Scott, (r)Ross Murdoch, (r)Robbie Renwick)                                                                               | 3:32,15 | Francie (FRA) (Benjamin Stasiulis, Giacomo Perez-Dortona, Mehdy Metella, Florent Manaudou, (r)Yannick Agnel)                                              | 3:33,89 | Maďarsko (HUN) (Gábor Balog, Gábor Financsek, László Cseh, Richárd Bohus) | 3:34,12 |
| Ženy                   | Zlato | Zlato   | Stříbro | Stříbro | Bronz | Bronz   |
| 4×100 m volný způsob   | Nizozemsko (NED) (Maud van der Meerová, Femke Heemskerková, Marrit Steenbergenová, Ranomi Kromowidjojová, (r)Esmee Vermeulenová)                                                                       | 3:33,80 | Itálie (ITA) (Silvia Di Pietrová, Erika Ferraioliová, Aglaia Pezzatová, Federica Pellegriniová, (r)Laura Letrariová)                                      | 3:37,68 | Švédsko (SWE) (Sarah Sjöströmová, Ida Marková-Vargaová, Ida Lindborgová, Louise Hanssonová, (r)Nathalie Lindborgová)                                                            | 3:37,84 |
| 4×200 m volný způsob   | Maďarsko (HUN) (Zsuzsanna Jakabosová, Evelyn Verrasztóová, Boglárka Kapásová, Katinka Hosszúová, (r)Ajna Késelyová)                                                                                    | 7:51,63 | Španělsko (ESP) (Melani Costaová, Patricia Castrová, Fátima Gallardová, Mireia Belmonteová, (r)África Zamoranová)                                         | 7:53,38 | Nizozemsko (NED) (Andrea Kneppersová, Esmee Vermeulenová, Robin Neumannová, Femke Heemskerková, (r)Marrit Steenbergenová)                                                       | 7:53,63 |
| 4×100 m polohový závod | Spojené království (GBR) (Kathleen Dawsonová, Chloé Tuttonová, Siobhan-Marie O'Connorová, Francesca Halsallová, (r)Georgia Daviesová, (r)Molly Renshawová, (r)Laura Stephensová, (r)Harriet Cooperová) | 3:58,57 | Itálie (ITA) (Carlotta Zofková, Martina Carrarová, Ilaria Bianchiová, Erika Ferraioliová, (r)Arianna Castiglioniová)                                      | 4:00,73 | Finsko (FIN) (Mimosa Jallowová, Jenna Laukkanenová, Emilia Pikkarainenová, Hanna-Maria Seppäläová)                                                                              | 4:01,49 |
| Mix                    | Zlato | Zlato   | Stříbro | Stříbro | Bronz | Bronz   |
| 4×100 m volný způsob   | Nizozemsko (NED) (Sebastiaan Verschuren, Ben Schwietert, Maud van der Meerová, Ranomi Kromowidjojová, (r)Kyle Stolk, (r)Marrit Steenbergenová)                                                         | 3:23,64 | Itálie (ITA) (Filippo Magnini, Luca Dotto, Erika Ferraioliová, Federica Pellegriniová, (r)Luca Leonardi, (r)Jonathan Boffa, (r)Aglaia Pezzatová)          | 3:24,55 | Francie (FRA) (Clément Mignon, Jérémy Stravius, Charlotte Bonnetová, Anna Santamansová, (r)Lorys Bourelly, (r)Frédérick Bousquet, (r)Camille Gheorghiuová, (r)Margaux Fabreová) | 3:25,49 |
| 4×100 m polohový závod | Spojené království (GBR) (Christopher Walker-Hebborn, Adam Peaty, Siobhan-Marie O'Connorová, Francesca Halsallová, (r)Georgia Daviesová, (r)Craig Benson, (r)Duncan Scott)                             | 3:44,56 | Itálie (ITA) (Simone Sabbioni, Martina Carrarová, Piero Codia, Federica Pellegriniová, (r)Christopher Ciccarese, (r)Fabio Scozzoli, (r)Ilaria Bianchiová) | 3:45,74 | Maďarsko (HUN) (Gábor Balog, Gábor Financsek, Evelyn Verrasztóová, Zsuzsanna Jakabosová, (r)Dávid Földházi)                                                                     | 3:49,50 |

## Medailová bilance
V plavání se rozdělilo celkem 42 sad medailí.
| Pořadí | Stát                     |       | Muži    | Muži  | Muži  |         | Ženy  | Ženy  | Ženy    |       | Mix   | Mix     | Mix   |  | Muži + Ženy + Mix | Muži + Ženy + Mix | Muži + Ženy + Mix | Celkem |
| Pořadí | Stát                     | Zlato | Stříbro | Bronz | Zlato | Stříbro | Bronz | Zlato | Stříbro | Bronz | Zlato | Stříbro | Bronz |  |                   |                   |                   | Celkem |
| ------ | ------------------------ | ----- | ------- | ----- | ----- | ------- | ----- | ----- | ------- | ----- | ----- | ------- | ----- |  | ----------------- | ----------------- | ----------------- | ------ |
| 1.     | Maďarsko (HUN)           |       | 3       | 2     | 3     |         | 7     | 2     | 1       |       | 0     | 0       | 1     |  | 10                | 4                 | 5                 | 19     |
| 2.     | Spojené království (GBR) |       | 4       | 1     | 4     |         | 2     | 5     | 5       |       | 1     | 0       | 0     |  | 7                 | 6                 | 9                 | 22     |
| 3.     | Itálie (ITA)             |       | 4       | 3     | 4     |         | 1     | 2     | 1       |       | 0     | 2       | 0     |  | 5                 | 7                 | 5                 | 17     |
| 4.     | Nizozemsko (NED)         |       | 2       | 1     | 0     |         | 2     | 2     | 2       |       | 1     | 0       | 0     |  | 5                 | 3                 | 2                 | 10     |
| 5.     | Francie (FRA)            |       | 4       | 1     | 2     |         | 0     | 0     | 1       |       | 0     | 0       | 1     |  | 4                 | 1                 | 4                 | 9      |
| 6.     | Švédsko (SWE)            |       | 0       | 0     | 0     |         | 4     | 0     | 1       |       | 0     | 0       | 0     |  | 4                 | 0                 | 1                 | 5      |
| 7.     | Dánsko (DEN)             |       | 0       | 1     | 0     |         | 2     | 3     | 1       |       | 0     | 0       | 0     |  | 2                 | 4                 | 1                 | 7      |
| 8.     | Ukrajina (UKR)           |       | 1       | 1     | 2     |         | 0     | 1     | 0       |       | 0     | 0       | 0     |  | 1                 | 2                 | 2                 | 5      |
| 9.     | Polsko (POL)             |       | 1       | 1     | 0     |         | 0     | 0     | 0       |       | 0     | 0       | 0     |  | 1                 | 1                 | 0                 | 2      |
| 9.     | Německo (GER)            |       | 0       | 1     | 0     |         | 1     | 0     | 0       |       | 0     | 0       | 0     |  | 1                 | 1                 | 0                 | 2      |
| 11.    | Litva (LTU)              |       | 0       | 0     | 2     |         | 1     | 0     | 0       |       | 0     | 0       | 0     |  | 1                 | 0                 | 2                 | 3      |
| 12.    | Řecko (GRE)              |       | 1       | 0     | 1     |         | 0     | 0     | 0       |       | 0     | 0       | 0     |  | 1                 | 0                 | 1                 | 2      |
| 13.    | Španělsko (ESP)          |       | 0       | 0     | 0     |         | 0     | 3     | 3       |       | 0     | 0       | 0     |  | 0                 | 3                 | 3                 | 6      |
| 14.    | Island (ISL)             |       | 0       | 0     | 0     |         | 0     | 2     | 1       |       | 0     | 0       | 0     |  | 0                 | 2                 | 1                 | 3      |
| 15.    | Izrael (ISR)             |       | 0       | 2     | 0     |         | 0     | 0     | 0       |       | 0     | 0       | 0     |  | 0                 | 2                 | 0                 | 2      |
| 16.    | Belgie (BEL)             |       | 0       | 1     | 1     |         | 0     | 0     | 0       |       | 0     | 0       | 0     |  | 0                 | 1                 | 1                 | 2      |
| 16.    | Rusko (RUS)              |       | 0       | 1     | 1     |         | 0     | 0     | 0       |       | 0     | 0       | 0     |  | 0                 | 1                 | 1                 | 2      |
| 16.    | Slovinsko (SLO)          |       | 0       | 1     | 0     |         | 0     | 0     | 1       |       | 0     | 0       | 0     |  | 0                 | 1                 | 1                 | 2      |
| 19.    | Slovensko (SVK)          |       | 0       | 1     | 0     |         | 0     | 0     | 0       |       | 0     | 0       | 0     |  | 0                 | 1                 | 0                 | 1      |
| 19.    | Srbsko (SRB)             |       | 0       | 1     | 0     |         | 0     | 0     | 0       |       | 0     | 0       | 0     |  | 0                 | 1                 | 0                 | 1      |
| 19.    | Norsko (NOR)             |       | 0       | 1     | 0     |         | 0     | 0     | 0       |       | 0     | 0       | 0     |  | 0                 | 1                 | 0                 | 1      |
| 22.    | Finsko (FIN)             |       | 0       | 0     | 0     |         | 0     | 0     | 2       |       | 0     | 0       | 0     |  | 0                 | 0                 | 2                 | 2      |
| 23.    | Portugalsko (POR)        |       | 0       | 0     | 1     |         | 0     | 0     | 0       |       | 0     | 0       | 0     |  | 0                 | 0                 | 1                 | 1      |
| 23.    | Chorvatsko (CRO)         |       | 0       | 0     | 0     |         | 0     | 0     | 1       |       | 0     | 0       | 0     |  | 0                 | 0                 | 1                 | 1      |
| Celkem | Celkem                   |       | 20      | 20    | 21    |         | 20    | 20    | 20      |       | 2     | 2       | 2     |  | 42                | 42                | 43                | 127    |